# ユラ
ユラ（유라、Yu Ra、1992年11月6日 - ）は、韓国の女優、歌手である。女性アイドルグループ「Girl's Day」のメンバーである。

## 略歴
1992年11月6日に韓国の蔚山で生まれた。ユラは蔚山芸術高校に入学し、ダンス専攻として通った。その後、同徳女子大学に通った。2010年9月、Girl's Dayに加入した。
2010年11月8日、ユラの元所属事務所であるAction Music Entertainmentは、ユラに対して差し止め命令を提出し、Dream TeaEntertainmentとの2回目の契約に署名することを阻止した。これに対して、ドリームティーの代表は「アクションミュージックが契約条件に違反した」と述べた。訴訟は、アクションミュージックがユラの容認できない行動のビデオを持っていると主張したときに追求された。2011年1月20日、裁判所はユラに対して有利な判決を下した。
2012年、捜狐テレビの中国ドラマ「シークレットエンジェル」で女優デビュー。

## ディスコグラフィー

### コラボレーション
- 「I'll Love You (Jevice featuring Yura of Girl's Day)」（2012年）

## 出演

### テレビドラマ
- 私は彼を信頼しました（2010年、MBC）
- シークレットエンジェル（2012年、捜狐） - ユ・ビン役
- 花ざかりの君たちへ For You Full Blossom（2012年、SBS） - イ・ウンヨン役
- 無謀な家族3（2013年、MBC Every1） - パク・ユラ役
- 家族（2013年、KBS2）
- 夫婦クリニック:愛と戦争2（2013年、KBS2） - ユ・ジョン役
- 堂々とせよ（2014年、SBSプラス） - ホン・ハラ役
- アイアンレディ（2016年、tvN） - ジェニー役
- キンコンカンコン 恋の始まり （2017年、JTBC） - キム・ユビン役
- ラジオロマンス〜愛のリクエスト〜（2018年、KBS2） - チン・テリ役
- サイコパス日記（2019年、tvN）
- その男の記憶法（2020年、MBC） - コ・ユラ役
- 今、別れの途中です（2021年、SBS） - ヘリン役
- 気象庁の人々: 社内恋愛は予測不能?!（2022年、JTBC） - チェ・ユジン役
- この恋は不可抗力（2023年、JTBC）- ユン・ナヨン役

### バラエティ番組
- 私たちは付き合っています（2010年、MBC）
- 私たち結婚しました（2014〜 2015年、MBC）-相手役：ホン・ジョンヒョン
- 学校へ（2015年、JTBC）
- プレイ終了後（2016年、tvN）
- 空の部屋で一緒に暮らす（2017年、MBC）
- オーシャンポリス（2018年、MBC Every1）
- 一線を越える者（2018、MBC）
- ギブ＆テイク、購入してください（2018年、MBN）
- 客室乗務員（2019年、チャンネルA）
- ソウルメイト3（2019年、tvN）

### MV
- フィソン「夜と昼」（2014年）
- キム・テヒ（パーティーストリート） featソジン「雨の日に」（2015年）

## 受賞歴
- 2014年、MBCエンターテインメントアワード ルーキー女性賞
- 2015年、2015ケーブルテレビ放送賞 人気賞
- 2017年、MBCエンターテインメントアワード 女性優秀賞 - バラエティ部門